# Country Grammar
Country Grammar – debiutancki album amerykańskiego rapera Nelly'ego wydany 27 lipca 2000 roku. Album zadebiutował na billboardzie na 3. miejscu później wybił się na miejsce #1.

## Lista utworów
1. „Intro” (featuring Cedric the Entertainer)
2. „St. Louie”
3. „Greed, Hate, Envy”
4. „Country Grammar (Hot Shit)”
5. „Steal The Show”  (featuring St. Lunatics)
6. „Interlude”  (featuring Cedric the Entertainer)
7. „Ride Wit Me” (featuring City Spud)
8. „E.I.”
9. „Thicky Thick Girl” (featuring Murphy Lee & Ali)
10. „For My” (featuring Lil’ Wayne)
11. „Utha Side”
12. „Tho Dem Wrappas”
13. „Wrap Sumden” (featuring St. Lunatics)
14. „Batter Up” (featuring St. Lunatics)
15. „Never Let Em C U Sweat  (featuring The Teamsters)
16. „Luven Me”
17. „Outro” (featuring Cedric the Entertainer)